# Dundalk
Dundalk (irlandeză Dún Dealgan) este orașul comital din comitatul Louth, Republica Irlanda.